# Therese Lohner
Therese Lohner (* 30. Mai 1967 in Basel) ist eine österreichische Schauspielerin.

## Leben und Karriere
Therese Lohner kam als Tochter des Schauspielerpaares Karin Baal und Helmuth Lohner in Basel zur Welt. Da ihr Vater lange Zeit Engagements in Basel und Zürich hatte, wuchs sie in der Schweiz auf, wo sie ein Internat besuchte. Schon früh wollte sie Schauspielerin werden. Um ihren starken schweizerdeutschen Akzent zu verlieren, ging Lohner nach Wien, wo sie die Schauspielschule besuchte. 1983 debütierte sie an der Seite ihrer Mutter in dem Fernsehfilm Unternehmen Arche Noah. Gemeinsam mit Karin Baal war sie außerdem in dem Spielfilm Die Mitläufer, in dem ZDF-Mehrteiler Marleneken (1989/90) sowie in einer Folge der Fernsehserie Schloßhotel Orth (1997) zu sehen.
In der Folgezeit widmete sich Therese Lohner, eine zierliche Blondine, mehr ihrer Theaterlaufbahn, spielte 1988/89 bei den Salzburger Festspielen in Jedermann, gab in Der widerspenstigen Zähmung die Bianca und in Shakespeares Ein Sommernachtstraum die Helena. Seit 1992 ist sie Ensemblemitglied im Theater in der Josefstadt Wien. Daneben tritt sie gelegentlich im Fernsehen auf.
Als Vegetarierin nahm sie 2004 an einer Werbe-Kampagne der Tierrechtsorganisation PETA (People for the Ethical Treatment of Animals) gegen Pelzmäntel teil. Die provokante Anzeige erweckte den Eindruck, Lohner trage einen Mantel aus Hundefell.
Therese Lohner lebt in Wien.

## Filmografie
- 1983: Unternehmen Arche Noah (Fernsehfilm)
- 1983: Die Mitläufer
- 1984: Hilferufe
- 1986: Tür an Tür (Fernsehfilm)
- 1989/90: Marleneken (Fernseh-Mehrteiler)
- 1991: Eurocops – Folge: Transit (Krimiserie)
- 1996: Kommissar Rex – Folge: Der Puppenmörder (Krimiserie)
- 1996: Anwalt Abel – Folge: Erpresserspiel (Krimiserie)
- 1996: Olivia, ein Kinderschicksal bewegt die Welt (Fernsehfilm)
- 1996: Gestohlenes Mutterglück (Fernsehfilm)
- 1997: Parkhotel Stern – Folge: Einladung zum Twist (Fernsehserie)
- 1997: Ein Herz wird wieder jung
- 1997: Schloßhotel Orth – Folge: Familienbande (Fernsehserie)
- 1999: Kaisermühlenblues (Fernsehfilm)
- 2000: Dolce Vita & Co – Folge: Die Unbestechlichen (Fernsehserie)
- 2004: Das Kuckucksei (Kurzfilm)
- 2005: Kampl (Fernsehfilm)
- 2013: Geschichten aus dem Wienerwald (Fernsehfilm)
- 2019: Die Reise der Verlorenen

## Theater (Auswahl)
- 1992: Der widerspenstigen Zähmung nach William Shakespeare, Theater in der Josefstadt Wien
- 1993: Geld, Renaissance-Theater Berlin
- 2001: Ein Sommernachtstraum, Theater in der Josefstadt Wien
- 2006: Acht Frauen, zusammen mit Karin Baal, Komödie Düsseldorf
- 2007: Das Fest, Theater in der Josefstadt
- 2008: Unverhofft, Theater in der Josefstadt
- 2008: Der Gast, Wiener Kammerspiele
- 2009; Jugend ohne Gott, Theater in der Josefstadt
- 2010: Altweiberfrühling, Wiener Kammerspiele
- 2011: Ein Klotz am Bein, Theater in der Josefstadt
- 2012: The King’s Speech, Wiener Kammerspiele
- 2013: Wie im Himmel, Theater in der Josefstadt
- 2015: Am Ziel, Theater in der Josefstadt